# Béatrice de Vienne
Béatrice de Vienne, parfois dite de Viennois ou de Mâcon, née en 1160 et décédée en 1230, est une noble de la maison de Mâcon (Ivrée), qui régnait également sur Vienne depuis l'an 1100 environ. Par son mariage avec le comte Humbert III de Savoie (dont elle est la quatrième femme), elle devient comtesse de Savoie.

## Biographie

### Origine
Béatrice ou Béatrix est le deuxième des huit enfants de Géraud Ier comte de Mâcon et de Vienne, et de Maurette de Salins.

### Comtesse de Savoie

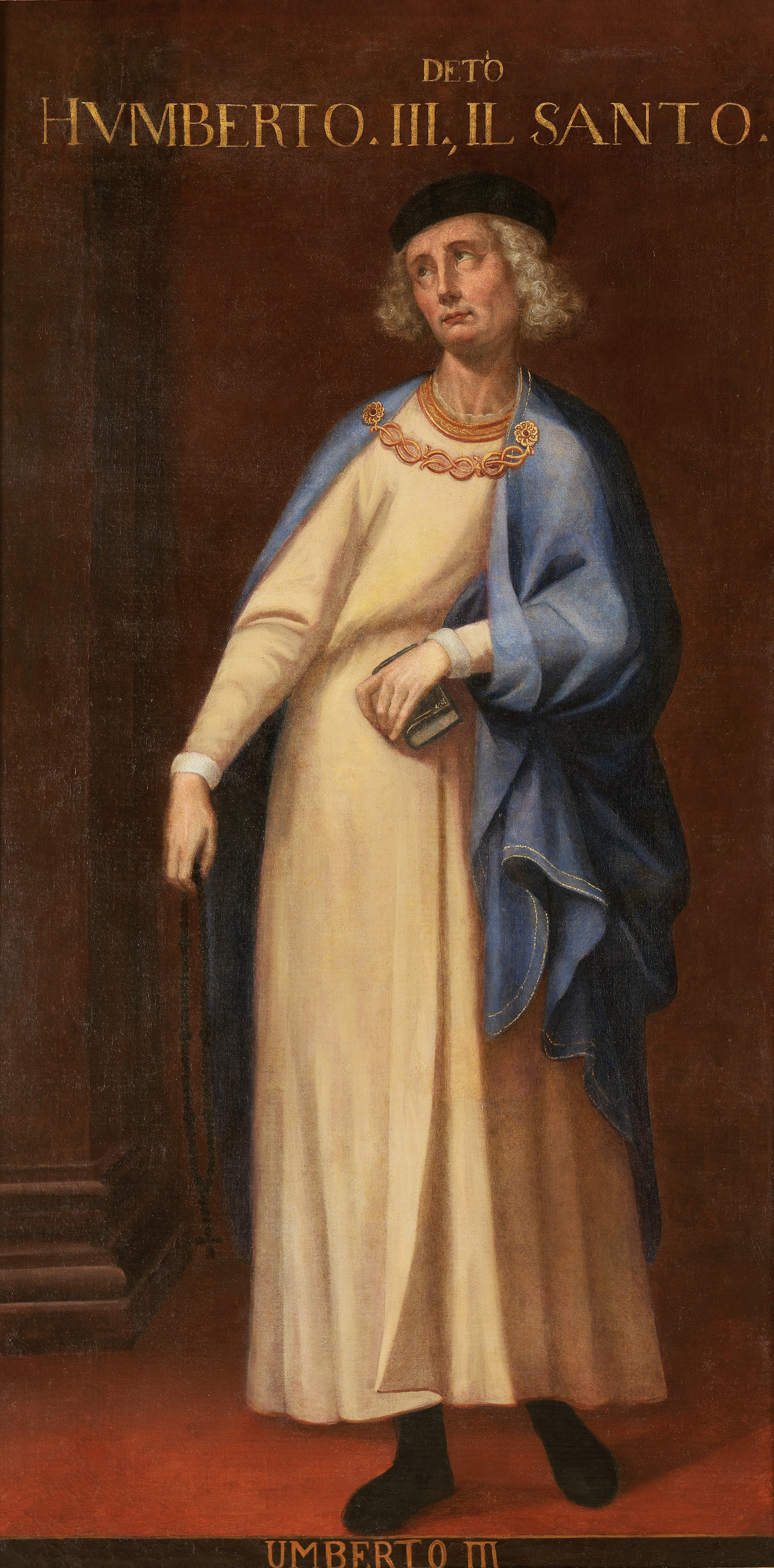
Peinture à l'huile italienne du XVIIIe siècle.

À la mort de sa troisième femme Clémence de Zähringen, Humbert III de Savoie est inconsolable et refuse de se remarier, quoiqu'il n'ait pas d'héritier mâle. Sur l'insistance de ses sujets et conseillers, il finit par accepter de quitter son veuvage et épouse Béatrice,,.
Le couple eut deux enfants, le futur comte Thomas Ier (1178 † 1233), ainsi qu'une fille, morte à l'âge de sept ans,. La naissance du garçon est annoncée comme un miracle par saint Anthelme, évêque de Belley.
Selon certaines historiens du XIXe siècle (Jean Frézet, Nicolas Viton de Saint-Allais), Clémence de Zähringen aurait été la deuxième femme d'Humbert, Béatrice la troisième, et Gertrude de Lorraine la quatrième, celle qui aurait donné à la maison de Savoie un héritier mâle, le futur comte Thomas Ier. Les recherches modernes ont montré au contraire que Gertrude de Lorraine avait été la deuxième femme d'Humbert, et que Thomas Ier est bien le fils de Béatrice de Vienne.
En 1178, après la naissance de leur fils, le comte, avec la permission de sa femme, se retire à l'abbaye d'Hautecombe, où il reprit semble-t-il l'habit de moine,.
Béatrice de Vienne meurt à Champagne-et-Fontaine (Aquitaine) en 1230.